# Виринниця болотяна
Виринниця болотяна, виринниця болотна, або виринниця весняна як Callitriche verna (Callitriche palustris) — вид трав'янистих рослин родини подорожникові (Plantaginaceae), поширений у північній півкулі. Етимологія: лат. palustris — «болотний»

## Опис
Це рослини підводні з плавучими розетками або на ростуть на мокрім бруді. Листя яскраво-зелене. Листові пластини язикоподібного листя (4)5.6–9.7 × 0.5–1.2 мм, виїмчасті, з одною жилкою, листові пластини розширено-еліптичного листя 3.6–9.9(10.3) × 1.2–4.3(4.5) мм. Чоловічі й жіночі квітки сидять разом в одних і тих же пазухах листків. Приквітки напівпрозорі, білуваті. Пилок 6–24 × 5–23 мкм, жовтий. Плоди червонуваті, 0.9–1.4 × 0.8–1.1 мм, сидячі; крила шириною 0.05–0.16 мм або відсутні. Тичинки мають довжину всього близько 5 міліметрів.

## Поширення
Азія Азербайджан, Вірменія, Грузія, Росія, Китай, Японія, Казахстан, Киргизстан, Таджикистан; Європа (Білорусь, Естонія, Латвія, Литва, Україна, Австрія, Бельгія, Чехія, Німеччина, Угорщина, Нідерланди, Польща, Словаччина, Швейцарія, Данія, Фінляндія, Ісландія, Норвегія, Швеція, Велика Британія, Болгарія, Італія, Румунія, Франція, Іспанія); Північна Америка (Гренландія, Канада, Сен-П'єр і Мікелон, США). Вид натуралізований в Австралії, штат Вікторія. Населяє озера, ставки, болота, струмки, канави й рисові поля.
В Україні зростає в канавах, ставках, дрібних озерах і річках, на болотах — досить звичайно в Західній Україні, на Поліссі та в лісостепу, рідше в степу, зрідка в гірському Криму.

## Галерея

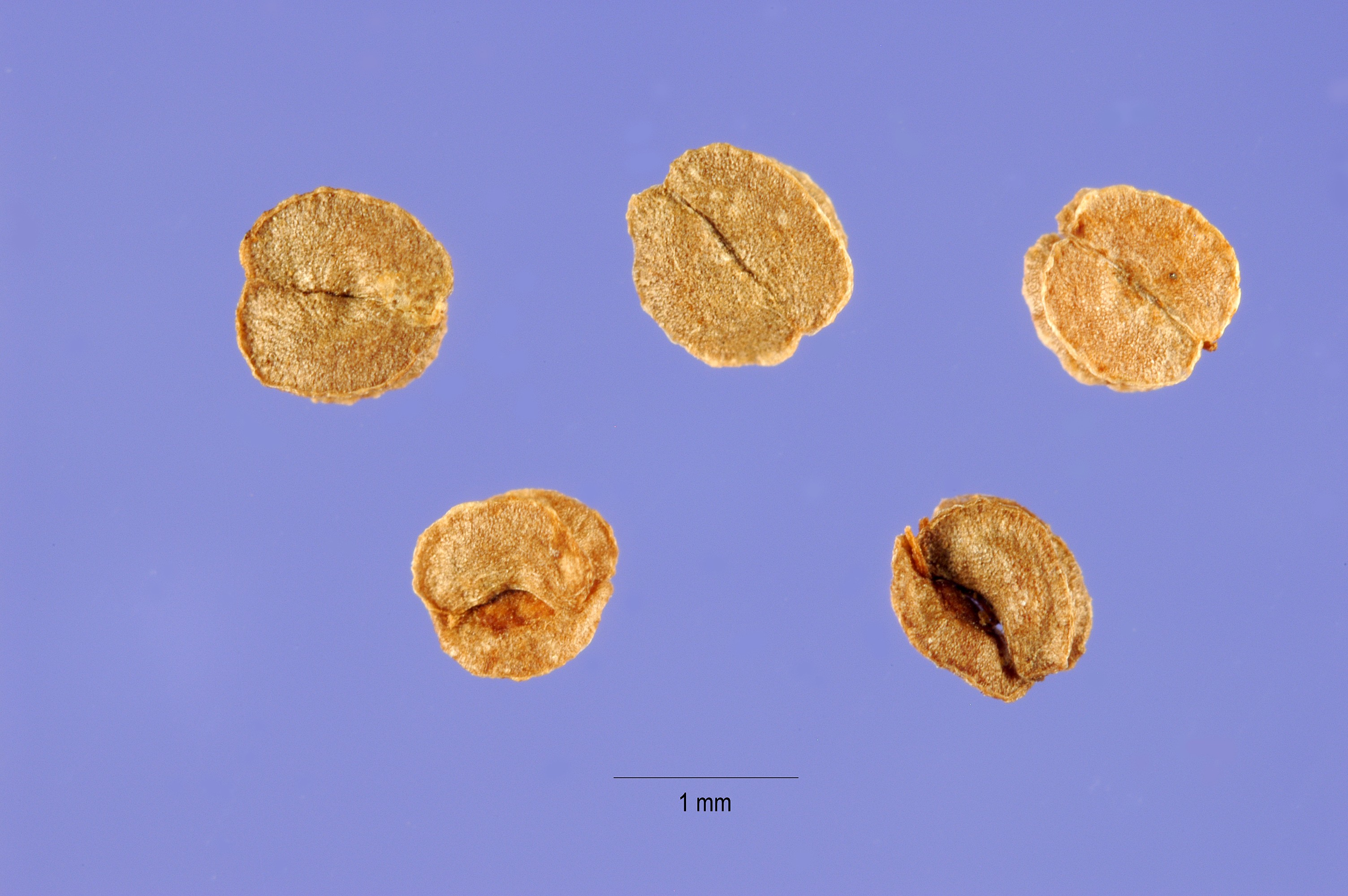
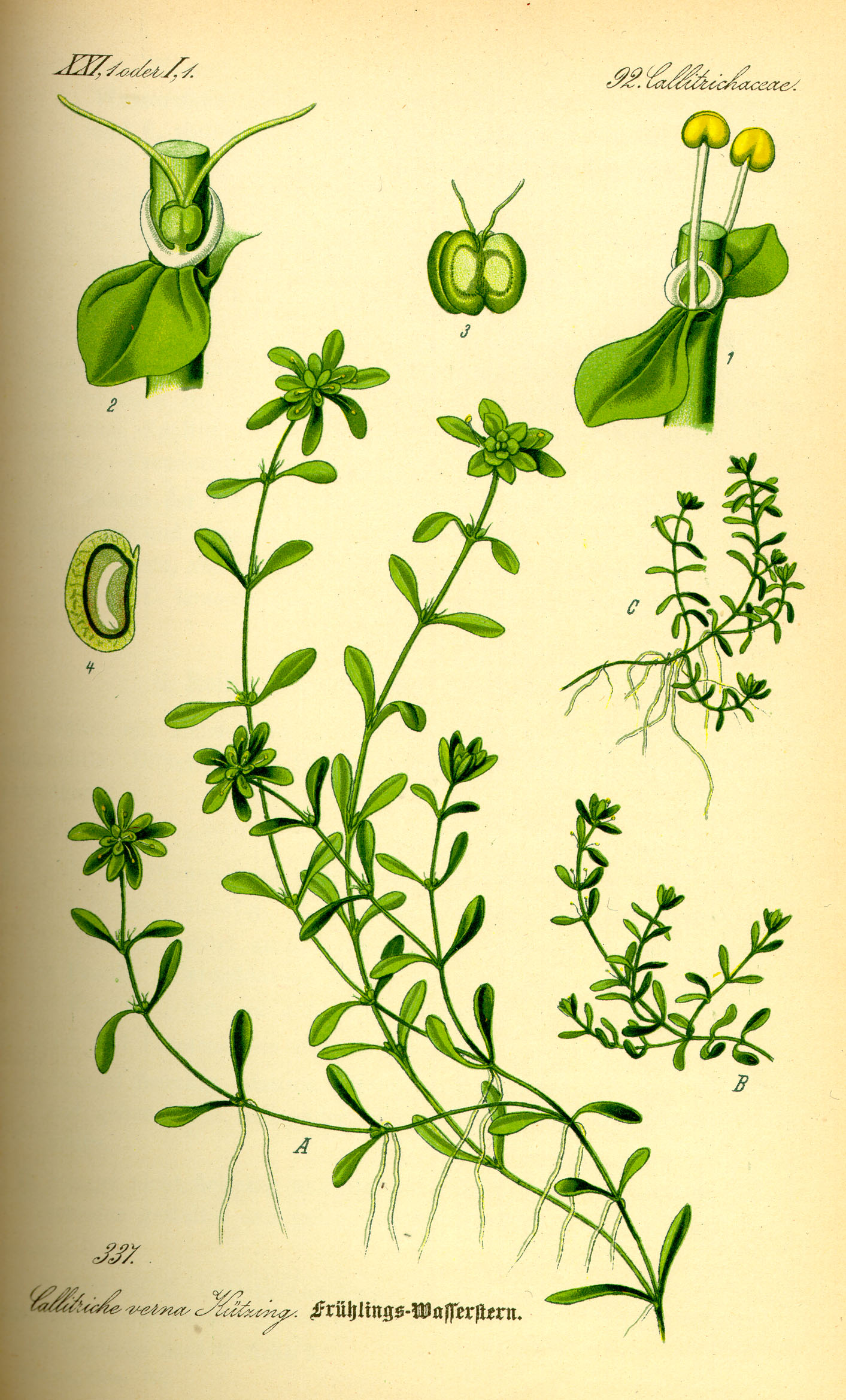